# 戸島村
戸島村（とじまむら）は、1958年（昭和33年）まで愛媛県の南予地方の北宇和郡にあった村である。
宇和海に浮かぶ戸島、嘉島ほかからなる漁村である。宇和海村の成立によって自治体としては消滅し、宇和島市へ編入され，現在に至っている。
詳細は、戸島、嘉島の記事も参照のこと。

## 地理
宇和島市西部の宇和海、蔣淵半島（三浦半島）の西北海上に浮かぶ戸島、嘉島ほかからなる島嶼群（有人島は2島のみ）。蔣淵半島との間には「ふぶしの瀬戸」がある。宇和島港から海路で約18キロ（戸島本浦）。
島
- 戸島、嘉島 以上2島が有人島。
- 遠戸島、小島、大小島 以上、無人島。

村名の由来
藩政期の始め頃から戸島浦と呼ばれていた。古くは「渡島」と書かれていたが、戸数の増加に伴い、「戸島」となったとされる。

## 歴史
藩政期
- 宇和島藩に属す。本浦、小内浦、嘉島（鹿島とも書いた）の3つの浦があった。

明治以降
- 1889年（明治22年）12月15日 - 町村制施行時に、戸島浦一村（浦）がそのまま戸島村となった。
- 1949年（昭和24年） - 戸島にてドブネズミ被害発生、宇和島市沖合いの島々と沿岸地域を襲った「ねずみ騒動」の発端。
- 1958年（昭和33年）4月1日 ： 昭和の大合併に従い、下波村、蔣淵村、遊子村、日振島村の5村が合併し、宇和海村を新設し、戸島村は自治体としては消滅。

```
戸島村の系譜
（町村制実施以前の村）（明治期）
　　　　　　　　　　　町村制施行時　　　　　昭和の合併　　　　　　　　　　平成の合併
下波浦　━━━━━　下波村　━━┓
蔣淵浦　━━━━━　蔣淵村　━━┫　（昭和33年4月1日合併）
遊子浦　━━━━━　遊子村　━━╋━━━━　宇和海村　━┓
戸島浦　━━━━━　戸島村　━━┫　　　　　　　　　　　┃
日振浦　━━━━━　日振島村　━┛　　　　　　　　　　　┃
　　　　　　　　　　　　　　　　　　　　　　　　　　　　┃
　　　　　　　　　　　　　　　　　　　　　　　　　　　　┃（昭和49年4月1日編入）
　　　　　　　　　　　　　　　　　　　　　　宇和島市━━┻━━━━━━━━┓
　　　　　　　　　　　　　　　　　　　　　　三間町━━━━━━━━━━━━╋━━宇和島市
　　　　　　　　　　　　　　　　　　　　　　吉田町━━━━━━━━━━━━┫（平成17年8月1日合併）
　　　　　　　　　　　　　　　　　　　　　　津島町━━━━━━━━━━━━┛

（注記）宇和島市、三間町、吉田町、津島町の平成の合併以前の系譜については、それぞれの記事を参照のこと。

```